# King Chip
King Chip, de son vrai nom Charles Jawanzaa Worth, né le 20 octobre 1986 à Cleveland dans l'Ohio, est un rappeur américain. Il se fait surtout connaître grâce à ses collaborations avec Kid Cudi, un autre rappeur de Cleveland, et par ses textes assez humoristiques. Il se popularise initialement sous le nom de Chip tha Ripper, dans la mixtape de Cudi, intitulée A Kid Named Cudi publiée en 2008.

## Biographie

### Débuts et mixtapes (2006–2011)
La carrière de Worth débute en 2006, il apparaît sur Internet et sur de nombreuses mixtapes. Les œuvres musicales de Worth se font aux côtés de son ami et rappeur lui aussi originaire de l'Ohio Kid Cudi. Worth incorpore un style chopped 'n' screwed lent de Dirty South dans sa musique. Worth se popularise dans la scène underground sur des blogs entre 2007 et 2008 grâce à ses paroles hardcore et humoristiques.
En 2007, la chanson Club Rockin de sa mixtape Money fait participer Akon aux chœurs. Il apparaît aussi avec d'autres rappeurs de l'Ohio sur un titre de l'album Hi-Teknology3: Underground du producteur Hi-Tek, puis sur la mixtape A Kid Named Cudi en 2008. Worth décide de rester indépendant. En 2008, Worth part vers Chicago où il collabore avec Kidz in the Hall sur leur album The In Crowd pour la chanson Mr. Alldatshit. En 2009, il est en featuring sur le premier album studio de Kid Cudi, Man on the Moon: The End of Day, qui atteint la troisième place du Billboard Hot 100.
Le 5 septembre 2010, Chip tha Ripper annonce un nouveau groupe appelé The Almighty GloryUS formé avec Kid Cudi. Chip tha Ripper explique The Almighty GloryUS vient d'un accord mutuel entre les deux artistes. Le 18 février 2011, Freddie Gibbs annonce se joindre à Chip et The Cool Kids pour former le supergroupe P.O.C. (Pulled Over by the Cops). Il est présent sur le second album de Kid Cudi, Man on the Moon II: The Legend of Mr. Rager, qui sort en novembre 2010. Il travaille également sur son projet d'album solo, Gift Raps, produit entièrement par Chuck Inglish des Cool Kids et prévu pour 2011.

### King Chip et44108(depuis 2012)
Le 9 août 2012, le rappeur annonce son changement de nom de scène, de Chip tha Ripper à King Chip. Il révèle également s'être engagé à la Creative Artists Agency (CAA). Défendant son nouveau nom de scène, Chip tweete : « Je suis King Chip. Né dans les ghettos de East Cleveland, Ohio. Repose en paix mon mentor et ancien roi, Hawk... » Il apparaît avec son nouveau nom sur le single Just What I Am de Kid Cudi issu de son troisième album Indicud publié en 2013. Le 4 septembre 2013, King Chip publie la mixtape 44108. Le 26 décembre 2013, Chip publie un clip de son titre Action Plan, issu de sa mixtape 44108. Près d'un an plus tard, le 16 septembre 2014, une édition deluxe de 44108, est publié via l'empreinte Chip's Rebel Castles sur Internet,,.

## Discographie

### EP
- 2010 : From Me, To You (The Prelude To Gift Raps)

### Mixtapes
- 2006 : Bitch I'm from Cleveland
- 2007 : Money
- 2008 : Can't Stop Me
- 2009 : The Cleveland Show
- 2010 : Independence Day

### Apparitions
- 2007 : Ohio All Stars sur l'album de Hi-Tek Hi-Teknology3: Underground
- 2008 : T.G.I.F. (Thank God I'm Fresh) sur la mixtape de Kid Cudi A Kid Named Cudi
- 2009 : Ask About Me sur la mixtape de Kid Cudi Dat Kid from Cleveland
- 2009 : Hyyer sur l'album de Kid Cudi Man on the Moon: The End of Day
- 2009 : Don't Forget the Swishers de Pac Div
- 2010 : Five Bucks (5 On It), Fat Raps (Remix) sur la mixtape de Big Shean Finally Famous Vol. 3: BIG
- 2010 : The End sur l'album de Kid Cudi Man on the Moon II: The Legend of Mr. Rager
- 2010 : Oil Money de Freddie Gibbs
- 2013 : Just What I Am, Brothers et Afterwards (Bring Yo Friends) sur l'album de Kid Cudi Indicud